# Real Fábrica de Cristales de La Granja

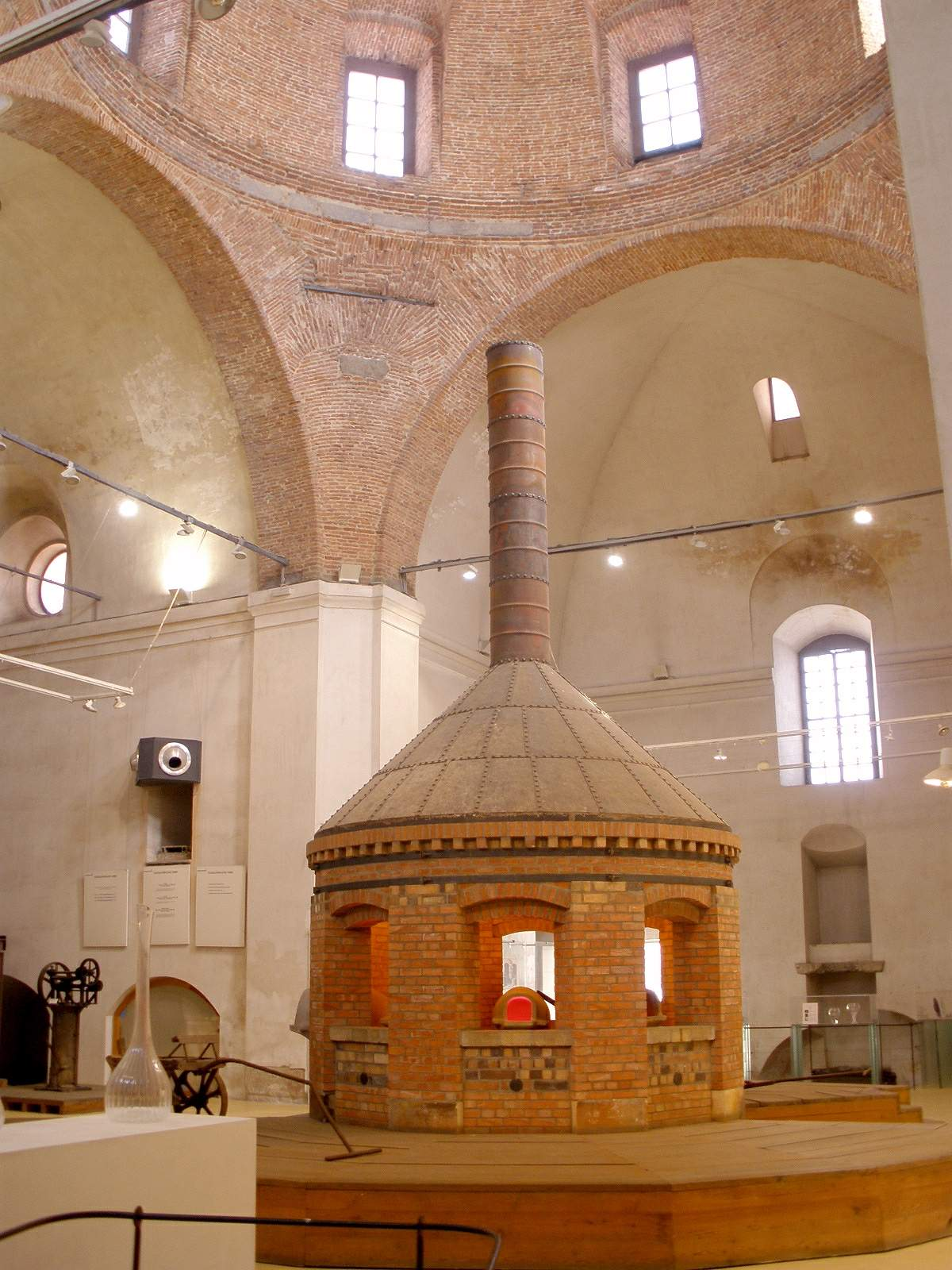
Interno della Real Fábrica de Cristales

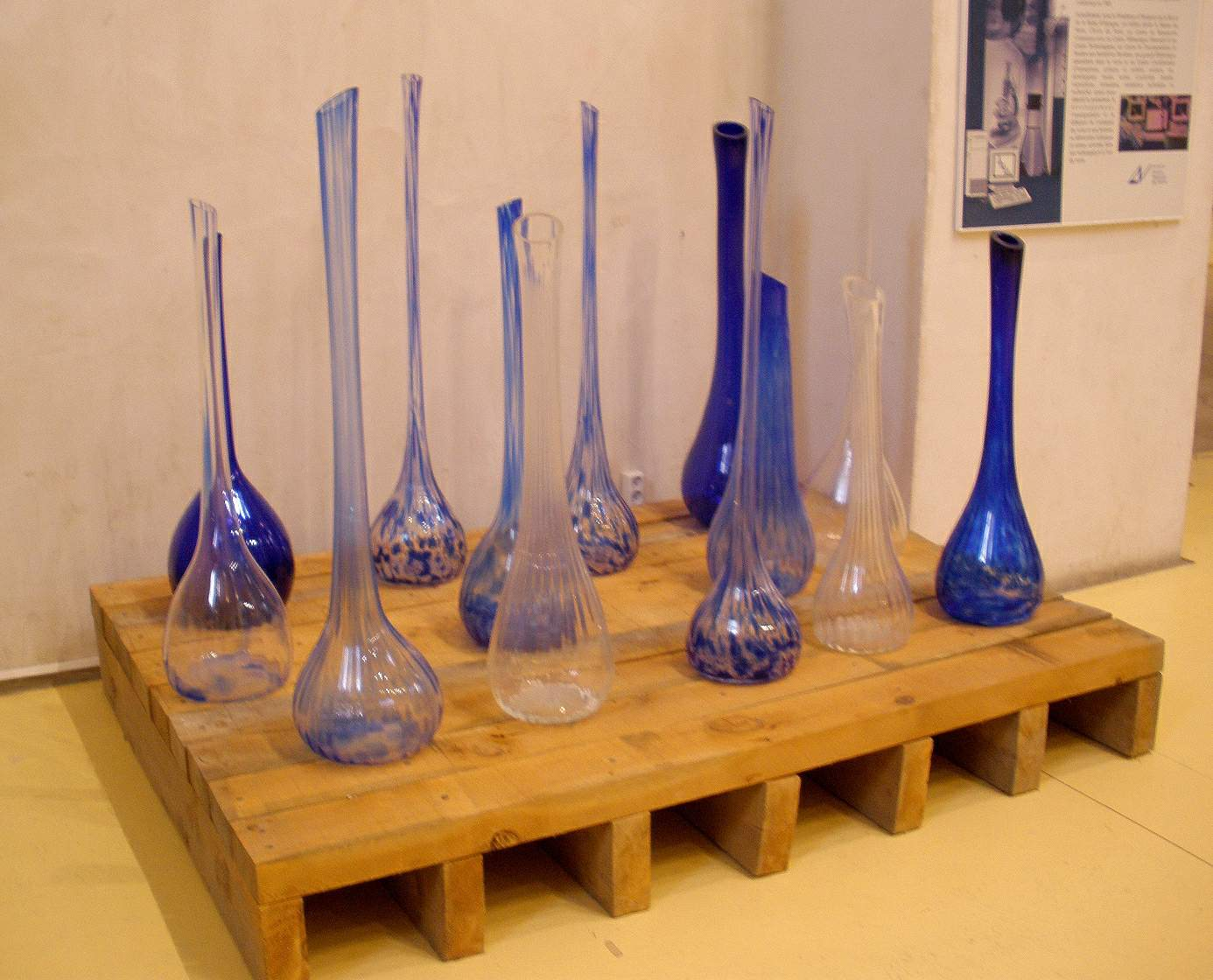
Cristalleria prodotta nella Real Fábrica de Cristales de La Granja de San Ildefonso

La Real Fábrica de Cristales de La Granja ("Fabbrica reale di vetro e cristallo di La Granja") è una fabbrica di vetro a San Ildefonso vicino a Segovia, in Spagna. Fu costruita come manifattura reale nel XVIII secolo. Si trova a 11 km a sud-est di Segovia sulla strada CL-601.

## Storia
Fu fondata nel 1727 da Filippo V di Spagna. In quell'anno, finanziato dalla corona, l'artigiano catalano Buenaventura Sit installò un piccolo forno che produceva lastre di vetro per le finestre e gli specchi del Palazzo Reale della Granja de San Ildefonso, che era in costruzione negli anni 1720. Sit aveva precedentemente lavorato a Nuevo Baztán, dove era fallita una fabbrica di vetro a causa delle scorte di materiale inadeguate. A La Granja c'era un'abbondante fornitura di legname per la fabbrica, proveniente dalla Sierra de Guadarrama.
Bartolome Sureda y Miserol, già direttore della Real Fábrica de Porcelana del Buen Retiro, della Real Fabrica de Pano di Guadalajara e della Real Fabrica de Loza de la Moncloa, divenne direttore della Real Fabrica de Cristales de La Granja nel 1822. La soffiatura del vetro e la produzione di vetreria possono essere visionate in fabbrica. I prodotti della fabbrica reale vennero esportati nelle Americhe, il che causò perdite finanziarie anche agli altri paesi esportatori. Nel 1836, con la fabbrica reale in difficoltà finanziarie, il Tesoro reale rilevò formalmente la struttura che, a differenza di altre fabbriche reali, non riuscì a sostenersi finanziariamente.

## Fondazione del Centro Nacional del Vidrio
Per far rivivere le tradizioni della Fabbrica reale, nel 1982 venne istituita la Fondazione nazionale del vetro in un edificio settecentesco. L'ordinanza ministeriale del 1989 è stata formalizzata con legge nel 1994, il cui obiettivo fondamentale è “la promozione, lo sviluppo, l'educazione, la ricerca e la divulgazione dell'artigianato e della storia della manifattura vetraria artistica e delle altre attività culturali e scientifiche legate all'arte vetraria”.